# 강원특별자치도속초의료원
강원특별자치도속초의료원(江原特別自治道束草醫療院, Gangwon-do Sokcho Medical Center)은 강원특별자치도 속초시에 있는 강원특별자치도청 산하의 공공병원이다.

## 연혁
- 1956년 12월 31일 강원도 속초병원 설립
- 1983년 7월 1일 지방공사강원도속초의료원 설립

## 진료과목
내과, 외과, 산부인과, 소아청소년과, 신경외과, 정형외과, 재활의학과, 치과, 마취통증의학과(수술실), 영상의학과, 진단검사의학과, 응급의학과, 정신과

## 같이 보기
- 병원